# Deixeble que Jesús estimava

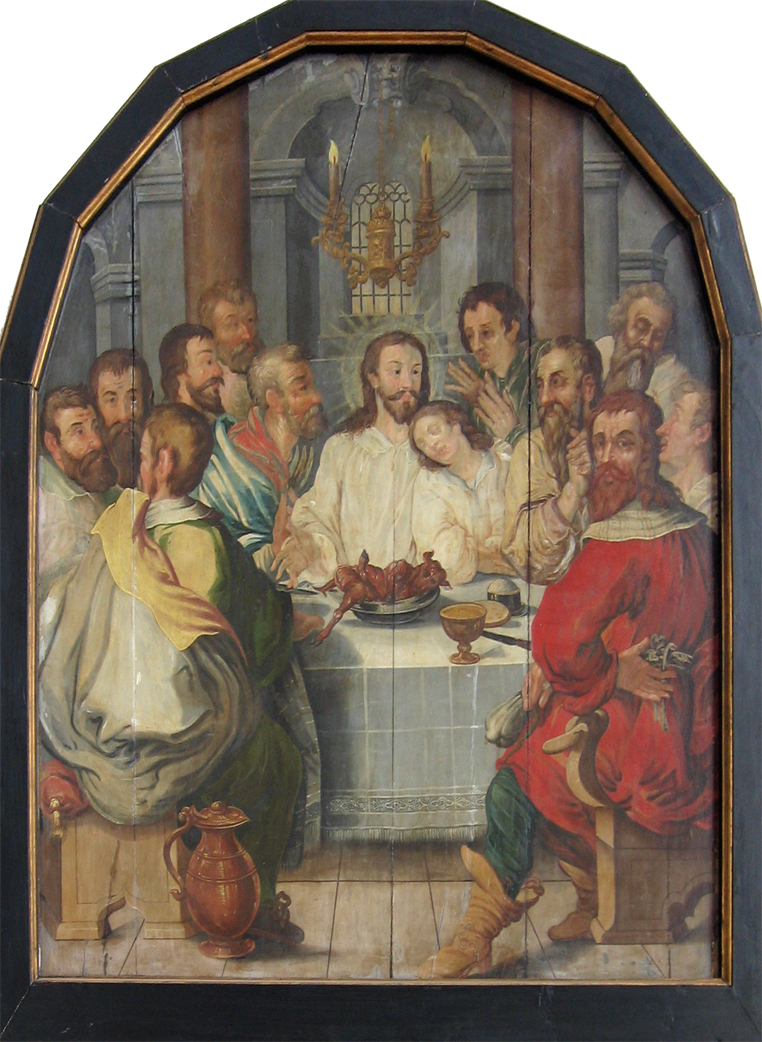
El Deixeble Estimat recolzat prop del pit de Jesús en el quadre L'Últim Sopar, pintura d'autor anònim situada a la Catedral luterana de Nostra Senyora de Haderslev, a Dinamarca.

La frase el deixeble que Jesús estimava (grec antic: ὁ μαθητὴς ὃν ἠγάπα ὁ Ἰησοῦς ho mathētēs hon ēgapā ho Iēsous) o el deixeble estimat ［Joan 20:2］, (grec antic: ὃν ἐφίλει ὁ Ἰησοῦς, hon ephilei ho Iēsous), és utilitzada sis cops a l'Evangeli de Joan però en cap altre relat de Jesús al Nou Testament. Joan 21:24 afirma que l'Evangeli de Joan es basa en el testimoni escrit d'aquest deixeble.
Des de finals del segle primer, el Deixeble Estimat ha estat considerat com a Joan Evangelista. Els erudits han debatut sobre l'autoria dels Escrits Joànics (l'Evangeli de Joan, Primera, Segona i Tercera Epístoles de Joan, i el llibre d'Apocalipsi) almenys des del segle iii, però sobretot des de la Il·lustració. Alguns erudits moderns creuen que cap d'ells fou escrit per l'apòstol Joan. Les opinions continuen dividides, però, i altres estudiosos teològics de renom continuen acceptant l'autoria tradicional. Colin G. Kruse afirma que des el moment que Joan Evangelista ha estat nomenat constantment en els escrits de pares de l'església, "és difícil de passar per alt aquesta conclusió, tot i la reticència generalitzada a acceptar-la per molts, però no tots, estudiosos moderns. " Per tant, la veritable identitat de l'autor de l'Evangeli de Joan roman un tema de considerable debat.

## Esments al «Deixeble Estimat»
A l'Evangeli de Joan es fan diverses mencions a un deixeble que Jesús estimava, sense revelar mai el seu veritable nom. Està recolzat sobre el pit de Jesús, durant l'últim sopar, i li pregunta quin deixeble l'ha de lliurar; ［Joan 13:21-26］ també apareix al peu de la creu, separat dels altres deixebles i al costat de la mare de Jesús. ［Joan 19:26-27］ És qui corre juntament amb Pere cap al sepulcre buit.［Joan 20:1-10］ També es troba al costat de Pere durant la tercera i última aparició del Jesús ressuscitat davant els seus deixebles en aquest Evangeli. ［Joan 21:20-22］ Possiblement va morir a una edat molt avançada, ja que entre els seus seguidors va córrer la veu que no moriria mai.［Joan 21:23］
Alguns autors prestigiosos, entre ells Raymond E. Brown i Marie-Émile Boismard, accepten més la identificació del «Deixeble Estimat» amb el deixeble anònim que apareix en dos passatges de l'Evangeli de Joan:
- Joan 1:35-40: quan Jesús es troba amb els dos primers deixebles, Andreu i un deixeble anònim, tots dos sortits de l'"escola" de Joan Baptista; i
- Joan 18:15: quan Pere i un altre deixeble conegut del gran sacerdot entren per mediació d'aquest últim a la casa d'Anàs, on van començar l'interrogatori Jesús abans de la seva mort.

## Qui era el «Deixeble Estimat»
La veritable identitat del «deixeble que Jesús estimava» és discutida.

### Àmplia varietat de posicions alternatives
- Hugh J. Schonfield, un acadèmic anglès del Nou Testament, creu que el «Deixeble Estimat» podria haver estat un sacerdot del temple que no va poder seguir Jesús en el seu ministeri a Galilea a causa del seu treball dins del temple de Jerusalem. Schonfield usa aquesta teoria per explicar la poca informació que dona el quart Evangeli sobre els viatges de Jesús cap al nord en comparació amb les dades abundants que ofereix el llibre sobre Jerusalem i especialment sobre els esdeveniments succeïts durant la setmana anterior a la crucifixió. La mateixa estructura de l'Evangeli segons Sant Joan no abasta majorment el ministeri de Jesús a Galilea.[7]
- Martin L. Smith escriu en el seu llibre "Lying Close to the Breast of Jesus" que l'autor del Evangeli de Joan decideix ocultar la seva veritable identitat perquè els lectors d'aquest Evangeli acceptin fàcilment la proximitat afectiva existent entre aquest deixeble i Jesús, així com el seu testimoni.[8]
- Per la seva banda, altres autors reconeguts com Raymond E. Brown i Oscar Cullmann neguen que sigui possible conèixer la veritable identitat del deixeble, encara que és plausible que es tractés d'un antic seguidor de Joan Baptista, que va començar a seguir Jesús a Judea i va estar al seu costat a Jerusalem, i que era conegut del gran sacerdot del Temple.[5]

Els Evangelis sinòptics no identifiquen amb el sol nom de "Joan" cap altre deixeble que no sigui l'Apòstol. Per la seva banda, Eusebi de Cesarea (segle iv), que va donar crèdit a la hipòtesi de l'existència de "dos Joans", assenyala que l'autor del quart Evangeli és l'apòstol Joan, tot i que dubta de l'autoria de la Segona i Tercera epístoles, així com de l'Apocalipsi.
Alguns intents de solució alternatius contemporanis, que apunten a una persona que pogués identificar-se com a «Deixeble Estimat», manifesten diferents dificultats, entre elles la no pertinença al grup dels "Dotze" (vegeu més endavant) i, per tant, la improbabilitat de la seva presència en l'Últim Sopar.
Entre les propostes hi ha:
- Llàtzer. La identificació del «Deixeble Estimat» amb Llàtzer de Betània comença per assumir que en algun altre lloc del quart Evangeli canònic s'indica la identitat del «Deixeble Estimat». A partir d'aquesta premissa, alguns estudiosos van buscar consolidar la idea que Llàtzer era el «Deixeble Estimat».[11][12][13] Aquests van basar el seu argument en el capítol en què es relata la resurrecció de Llàtzer de Betània, en el qual s'observa una triple indicació que aquest era estimat per Jesús de manera especial: "Les germanes enviaren a dir a Jesús: «Senyor, aquell que estimes (phileis) està malalt»" ［Joan 11:3］; "Jesús estimava ( ēgápa ) Marta i la seva germana i Llàtzer" ［Joan 11:5］; "Jesús començà a plorar. Els jueus deien: «Mireu com l'estimava (ephílei)!» " ［Joan 11:35-36］. A aquests textos se suma l'expressió posada en llavis de Jesús per designar Llàtzer: "«Llàtzer, el nostre amic (Philos) ... »" ［Joan 11:11］. En la mateixa línia, Sanders[12][13] relaciona la resurrecció de Llàtzer amb l'opinió que el «Deixeble Estimat» no moriria. ［Joan 21:22］ Amb tots aquests pressupostos, es va arribar a proposar que "Llàtzer" era un pseudònim de Joan, el fill de Zebedeu, després de ressuscitat.[14] Una detallada bibliografia sobre aquest punt es troba en el llibre de Spicq.[15] En realitat, la hipòtesi no era nova, ja que havia estat tractada dècades abans sense rebre acceptació.[16]
- Joan-Marc o Maties. Les hipòtesis que Joan-Marc[17][18] o Maties[19] podrien ser el «Deixeble Estimat» es basen en evidències externes a l'Evangeli i no van tenir més repercussió en altres autors.
- La dona samaritana. Es tracta d'una hipòtesi a partir d'una interpretació feminista del passatge de Joan 4:1-42,[20] hipòtesi que tampoc va tenir acceptació destacada per part d'altres estudiosos.

Donald A. Carson, professor i investigador del Nou Testament, va suggerir:
| «                  | "Hauríem de tornar cap a una molt més respectuosa i acurada escolta dels pares dels tres o quatre primers segles. El fet de dir això significa incloure no només la vasta col·lecció d'evidències del segle segon (...) que demostra que Joan era molt més conegut i molt més àmpliament utilitzat del que molts de nosaltres sospitem, sinó també l'evidència més específica quant a l'autoria del quart Evangeli. Els fragments de Pàpies, per exemple, donen lloc a preguntes complexes. Però alguns de nosaltres fem servir aquestes fonts - deixant de banda l'evidència patrística de fons o triant les parts més esotèriques i menys fiables de formes que els classicistes competents mai farien. Allunyar-se de la major part del material i després proposar que el deixeble estimat és una (identificació) clau per a Llàtzer o la dona samaritana és metodològicament extravagant." | » |
| — Donald A. Carson | |   |

### La posició d'Ireneu de Lió

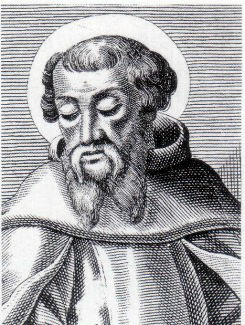
Ireneu de Lió

No obstant això, una tradició que s'inicia al segle ii amb Sant Ireneu de Lió (Adversus haereses II, 22, 5; Adversus haereses III, 1, 1) i, després d'ell, Agustí d'Hipona (Comentaris a l'Evangeli de Joan LXI, 4), i altres Sants Pares com Joan Crisòstom, Gregori de Nazianz i, més tard, Beda identifiquen el «deixeble Estimat» amb Joan, el deixeble del Senyor.
| «                                          | "... i després Joan, el deixeble del Senyor que es va recolzar sobre el seu pit, va editar l'Evangeli quan habitava a Efes ..." | » |
| — Sant Ireneu, Adversus haereses III, 1, 1 | |   |

| «                                          | "Tots els preveres que s'han trobat a l'Àsia amb Joan, el deixeble del Senyor, donen testimoni que Joan ha transmès això, perquè va romandre amb ells fins als temps de Trajà" | » |
| — Sant Ireneu, Adversus haereses II, 22, 5 | |   |

Existeixen dubtes de la veracitat de les fonts en què es basa Ireneu per a aquesta afirmació. Ireneu va afirmar que va aconseguir la seva informació sobre la professió de l'autor joànic del Quart Evangeli de Policarp, bisbe d'Esmirna assassinat en 155, quan Ireneu era un nen, i atribuïa a aquell proximitat a Joan l'Evangelista. No obstant això aquesta asseveració és incerta i és probable que Policarp es referís a un líder cristià diferent: Joan Prevere. Des d'Ireneu de Lió es va admetre que l'autor del quart Evangeli era l'apòstol sant Joan, el fill de Zebedeu. Aquesta atribució va ser sostinguda en forma unànime des de l'any 200 al llarg de tota l'antiguitat i l'edat mitjana cristià, i es va mantenir fins al segle xviii, quan la crítica va negar que l'Evangeli pertanyés a una font apostòlica, i el va atribuir a autors del segle ii o III.
Va dir Marie-Émile Boismard, un dels membres més il·lustres de l'Escola bíblica i arqueològica francesa de Jerusalem:
| «                      | "Qui és l'autor d'aquest Evangeli tan ric i tan complex? La tradició, gairebé unànimement, respon: Joan l'Apòstol, el fill de Zebedeu. Veiem ja en la primera meitat del segle II que molts autors coneixen i utilitzen el quart evangeli: Sant Ignasi d'Antioquia, l'autor de les Odes de Salomó, Pàpies, Sant Justí, i potser el mateix Sant Climent de Roma: tot això és prova que l'evangeli gaudia ja d'autoritat apostòlica. El primer testimoni explícit és el de Sant Ireneu, cap al 180 (...) Gairebé per la mateixa època, Climent d'Alexandria, Tertul·lià i el cànon muratorià atribueixen també formalment el quart evangeli a Joan apòstol. Si s'ha pogut recollir una opinió oposada entre els segles II-III, és la d'alguns que reaccionen contra els «espirituals» montanistes, que utilitzaven l'evangeli de Joan amb fins tendenciosos. Però aquesta oposició es redueix a poca cosa, i, basada en raons teològiques, no té cap arrel en la tradició. "D'altra banda, no hi ha en el mateix Evangeli res que s'oposi a aquesta tradició: molt al contrari. Ja hem vist que l'evangeli es presenta sota la garantia d'un deixeble estimat del Senyor, testimoni ocular dels fets que narra. La seva llengua i el seu estil denoten el seu origen manifestament semític: se'l veu perfectament al corrent dels costums jueus, així com de la topografia palestina en temps de Crist. Sembla unit amb especial amistat a Pere, i Lluc ens informa que, efectivament, aquest era el cas del Joan apòstol. " | » |
| — Marie-Émile Boismard | |   |

A més de la quasi totalitat d'exegetes i escripturistes cristians fins al segle xviii, hi ha una sèrie d'estudiosos al segle xx i principis del XXI que sustenten la postura que identifica Joan l'Apòstol amb el «Deixeble Estimat». Els arguments que esgrimeixen es poden sintetitzar en els següents punts:
1. La manera vívida i detallada amb què va descriure les escenes, i les seves expresses afirmacions, posen de manifest que l'autor intel·lectual primari de l'Evangeli (no necessàriament els que l'"editaren" a posteriori, sinó el que va ser inspirat per a la seva predicació inicial) fou un testimoni presencial dels successos, ［Joan 1:14］ ［Joan 19:35］ ［Joan 21:24］ un dels més íntims de Jesús. El «Deixeble Estimat» apareix molt familiaritzat amb el grup dels Dotze, la qual cosa augmenta les probabilitats que també ell fos un apòstol. Jesús tenia tres apòstols als quals va distingir: Pere, Joan i Jaume. ［Marc 5:37］ ［Marc 9:2］ ［Marc 14:33］ Pere es va distingir del «Deixeble Estimat», perquè apareixen clarament identificats com a persones diferents (Joan 13, 23-24; 20, 2-10; 21, 20). Santiago el Major tampoc va ser el «Deixeble Estimat», perquè va morir aviat, decapitat per ordre d'Agripa I cap a l'any 44 (Fets 12, 2), mentre que el «Deixeble Estimat» va arribar, per la seva longevitat, a adquirir fama d'immortalitat (Joan 21, 23).
2. El «Deixeble Estimat» va participar de l'Últim Sopar al qual, segons els Evangelis sinòptics, van tenir accés "els Dotze" ［Marc 14:17］, literalment "els Apòstols". ［Lluc 22:14］.
3. El «Deixeble Estimat» va tenir una amistat oberta amb Simó Pere, ［Joan 13:23］ ［Joan 20:2-9］ que en el llibre dels Fets dels Apòstols es posa de manifest entre Pere i Joan. ［Ac 3:1-9］ ［Ac 4:1-13］ ［Ac 8:14-15］

## El «Deixeble Estimat» i el silenci del quart Evangeli canònic

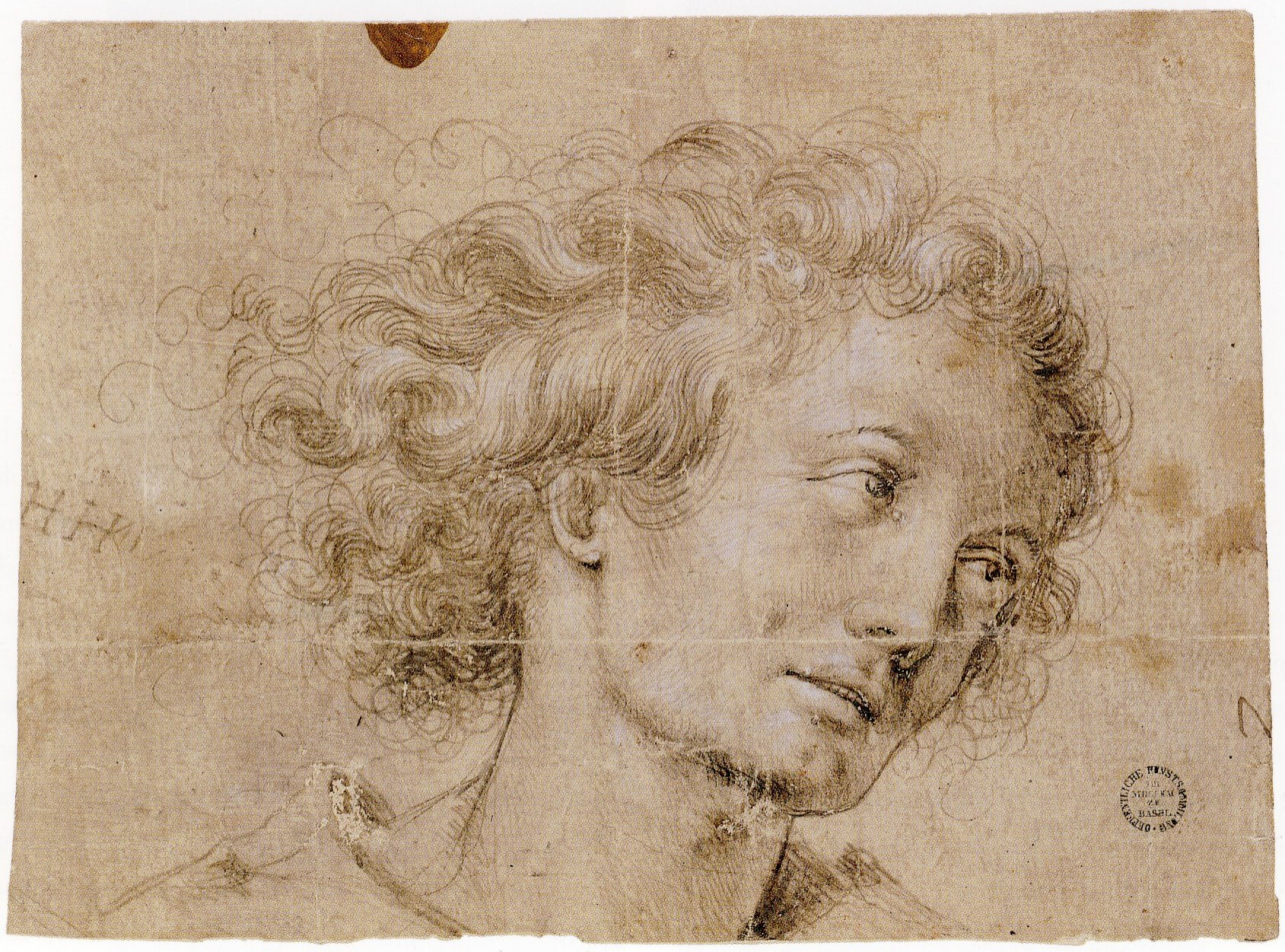
Sant Joan l'Apòstol, per Hans Holbein el Jove

John Chapman va assenyalar un aspecte cridaner per a la identificació del «Deixeble Estimat» i l'autor del quart Evangeli canònic. És el silenci absolut que guarda aquest Evangeli sobre l'apòstol Joan, sobre el seu germà Jaume el Major, i encara la mateixa expressió indirecta de "fills de Zebedeu" que apareix únicament a Joan 21:2 que és un apèndix. Aquest silenci absolut és tant o més suggestiu atès que Joan l'Apòstol apareix 17 vegades en els Evangelis sinòptics, Jaume el Major 15 vegades i l'expressió "fills de Zebedeu" -sense anomenar-los expressament- 3 vegades. Com a suport d'aquesta línia de pensament, mereix esmentar-se que l'Evangeli segons Sant Joan és l'Evangeli que més s'interessa pels Apòstols: segons Chapman, aquest Evangeli esmenta noms d'apòstols 74 vegades, contra 50 de l'Evangeli de Marc, 43 de l'Evangeli de Lluc i 40 de l'Evangeli de Mateu. A l'Evangeli segons Sant Joan, l'altre apòstol que pertanyia al cercle de predilectes de Jesús, Pere (esmentat com a tal o com a "Simó Pere", "Simó anomenat Pere", o "Cefes") és esmentat 40 vegades, el que significa un nombre substancialment major que en els Evangelis de Mateu (26), Marc (25) o Lluc (29). Llavors, ¿per què no s'esmenta a l'Evangeli segons Sant Joan als altres dos membres del cercle de dilectes del Senyor, Joan i Jaume? Més encara, altres Apòstols del grup dels "Dotze" que no pertanyien a aquest cercle de preferència també són esmentats sovint: Andreu, Felip, Tomàs i Judes Iscariot són esmentats més vegades que en qualsevol altre Evangeli, mentre que Bartomeu (que apareix un cop en cadascun dels Evangelis sinòptics) és esmentat a l'Evangeli de Joan com a Natanael (6 vegades). Llavors, ¿per què no s'esmenten Joan i Jaume, reconeguts per Sant Pau com dues columnes de l'Església primitiva? ［Gàlates 2:9］.
Els que sostenen que el quart Evangeli té com a autor algú diferent de l'apòstol Joan, i que l'Apòstol no s'identifica amb la figura del «Deixeble Estimat» i no té res a veure amb la redacció de l'Evangeli, sostenen que "no s'ha trobat una explicació satisfactòria per a aquest silenci". En canvi, els que sostenen que l'autor de l'Evangeli o, almenys, la font inicial és el mateix Apòstol Joan, troben una explicació del silenci del nom de Joan i del seu germà en la seva senzillesa, la seva humilitat.
A partir del treball de J. Chapman i en concordança amb Sant Agustí, Sant Joan Crisòstom i Sant Gregori, J. de Maldonado afirma que l'Apòstol Joan callar el seu propi nom per humilitat, a imitació del seu Mestre, que va vetllar la seva transcendència divina amb el títol humil de "Fill de l'home". Aquesta postura és seguida per Juan Leal, professor de la Companyia de Jesús. Alguns exegetes consideren que el deixeble que Jesús estimava hauria de ser diferent de l'autor de l'Evangeli segons Sant Joan, "perquè és inacceptable que aquest s'honrés a si mateix assignant-se aquest títol" i perquè no seria un signe d'humilitat que per ocultar el propi nom es cobrís amb l'honrós epítet de «deixeble estimat del Senyor»". No obstant això, és molt probable que les edicions successives de l'Evangeli hagin estat en mans d'altres membres escollits de la comunitat joànica, que bé van poder conèixer el Epictet de «deixeble que el Senyor estima». És un fet que la humilitat no va renyida amb la veritat : la preferència de Jesús per Joan va resultar manifesta en més d'una ocasió.
| «                      | "Com explicar finalment el silenci incomprensible del quart evangeli sobre els dos fills de Zebedeu, sinó precisament perquè hauria estat escrit per un d'ells? El «deixeble que Jesús estimava ... que dona testimoni de tot això» ［Joan 21:20］ ［Joan 21:24］, és certament aquell a qui, amb Pere i Jaume, estimava Jesús d'una manera particular. ［Marc 5:37］ ［Marc 9:2］ ［Marc 13:3］ ［Marc 14:33］ " | » |
| — Marie-Émile Boismard | |   |

## Possible significat simbòlic de la figura del «Deixeble Estimat»
Segons Kragerud, el «Deixeble Estimat» seria una figura simbòlica. Per a aquesta interpretació, aquest autor es va basar particularment en la relació del «Deixeble Estimat» amb Pere. Ara bé, una dificultat per considerar la figura del «Deixeble Estimat» només com un símbol és que els restants personatges associats al «Deixeble Estimat» (Simó Pere, la Mare de Jesús, i el mateix Jesús) són considerats per l'autor de l'Evangeli com a personatges històrics. Una juxtaposició de personatges històrics i simbòlics no tindria molt sentit. Lorenzen va assenyalar que s'ha de considerar, a més de la figura històrica del «Deixeble Estimat», el seu significat simbòlic. segons Bauckham, la imatge del «Deixeble Estimat» al quart Evangeli presenta l'autor ideal. La seva especial intimitat amb Jesús, la seva presència en els esdeveniments clau en la història i la seva percepció del seu significat el qualifica per ser el testimoni ideal de Jesús i, per tant, l'autor ideal d'un Evangeli. Per la seva banda, Raymond E. Brown ha sostingut que "resulta patent que el« Deixeble Estimat »té una dimensió figurada. En moltes formes és l'exemple del cristià […] No obstant això, la dimensió simbòlica no vol dir que el «Deixeble Estimat» sigui res més que un símbol".
Potser, més important que saber el nom del "deixeble que Jesús estimava" és conèixer quina possible significació va implicar aquesta figura. Una possible implicació és assenyalada per l'escripturista Luis H. Rivas. Amb aquesta finalitat, es poden revisar els passatges en els quals apareix aquesta figura.
(1) A la primera escena, durant l'Últim Sopar, Jesús comença a parlar de la traïció de Judes. Els deixebles que estan asseguts amb Ell no entenen bé de què es tracta. Atès que el «Deixeble Estimat» estava assegut al costat de Jesús, Pere li fa senyes perquè li pregunti de qui està parlant. El «Deixeble Estimat» es reclina sobre el pit de Jesús i li pregunta: "Qui és?", I rep la resposta de Jesús.［Joan 13:26］ Les expressions "reclinar-se sobre el pit" i "estar en el si de" s'usen molt a propòsit per indicar que es gaudeix de la familiaritat d'algú. La relació entre Crist i el Pare es reprodueix ara entre Crist i el deixeble, qui rep les seves confidències per comunicar-les als altres.
(2) A la segona escena, el «Deixeble Estimat» apareix al costat de la creu on està clavat Jesús. També allí es troba la Mare de Jesús, i el deixeble la rep com a mare pròpia. ［Joan 19:25-27］ Un deixeble estimat per Jesús seria qui es manté al costat del crucificat i qui rep a Maria com a la seva pròpia mare.
(3) En la tercera escena, al diumenge de Pasqua, el «Deixeble Estimat» i Pere reben el missatge de Maria Magdalena que el sepulcre on es va sepultar Jesús està buit. Tots dos corren cap al sepulcre. El «Deixeble Estimat» arriba primer però espera a Pere abans d'entrar. En ingressar al sepulcre, veié aplanat el llençol d'amortallar, però el mocador que li havien posat al cap no estava aplanat com el llençol, sinó que continuava lligat a part. El «Deixeble Estimat» va veure i va creure.［Joan 20:1-10］ Un deixeble estimat per Jesús seria aquell que es troba al costat de Pere, a qui respecta, i qui té fe en la resurrecció del Senyor.
(4) En la quarta escena, Jesús ressuscitat s'apareix als seus deixebles a la vora del Llac de Tiberíades. Ells estan a la barca pescant, i el «Deixeble Estimat» és el primer a reconèixer a Jesús.［Joan 21:1-7］ Un deixeble estimat per Jesús seria el que sap reconèixer present després de la seva resurrecció.
(5) En la cinquena escena, Pere pregunta a Jesús què passarà amb el «Deixeble Estimat». Ell respon: "Si vull que es quedi fins que jo vingui, què hi tens a dir? Tu segueix-me".［Joan 21:20-23］ Un deixeble estimat per Jesús seria aquell que "roman" fidel, que persevera fins que Jesús torni.
A través de la figura de «Deixeble Estimat», l'Evangeli segons Sant Joan sembla descriure no només un personatge històric, sinó a més el cristià ideal, com aquell que:
* Té familiaritat amb Crist i rep les seves confidències,
* Roman al costat de la creu del crucificat i rep María com a la seva pròpia mare,
* Roman al costat de Pere i el respecta,
* Té fe en la resurrecció del Senyor i sap reconèixer el ressuscitat present, i
* Roman fidel fins que Jesús torni.

## "Perquè també vosaltres cregueu"
Joseph A. Ratzinger comenta en el seu llibre "Jesús de Natzaret" que el mateix Evangeli, en el relat de la passió, afirma que un dels soldats li va traspassar a Jesús el costat amb una llança «i al punt va sortir sang i aigua». I després sobrevenen unes paraules decisives: «El qui ho veié en dona testimoni, i el seu testimoni és digne de crèdit. Ell mateix sap que diu la veritat, perquè també vosaltres cregueu». ［Joan 19:35］ L'Evangeli afirma que es remunta a un testimoni ocular, i és clar que aquest testimoni ocular és precisament aquell deixeble del qual abans es va adonar que estava al costat de la creu, el deixeble a qui Jesús estimava. ［Joan 19:26］. A Joan 21:24 s'esmenta novament aquest deixeble com a autor de l'Evangeli. La seva figura apareix a més a Joan 13:23 Joan 20:2-10 Joan 21:7 i potser també a Joan 1:35-40 Joan 18:15-16 L'Evangeli no l'identifica directament amb el nom. Ratzinger escriu que, confrontant la vocació de Pere i l'elecció dels altres deixebles, el text ens guia a la figura de Joan Zebedeu, però no ho indica explícitament. És obvi que manté el secret a propòsit.
Potser la raó última per la qual el «Deixeble Estimat», segurament conegut per la comunitat en la qual es va gestar l'Evangeli, volgué evitar esmentar el seu nom sigui una qüestió d'honestedat intel·lectual, pel fet de creure que el principal inspirador d'aquests escrits era l'Esperit Sant. En aquest sentit, per als cristians «el veritable garant de l'autenticitat del testimoni és precisament l'Esperit» i així el Defensor és el més profund autor de l'Evangeli de Joan».